# Naguib Mahfouz
Najib Mahfouz (arabe : نجيب محفوظ, Naǧīb Maḥfūẓ), né le 11 décembre 1911 au Caire et mort le 30 août 2006 dans la même ville, est un écrivain égyptien contemporain de langue arabe et un intellectuel réputé d’Égypte, ayant reçu le prix Nobel de littérature en 1988.
La carrière littéraire de Naguib Mahfouz se confond avec l’histoire du roman moderne en Égypte et dans le monde arabe. Au tournant du XXe siècle, le roman arabe fait ses premiers pas dans une société et une culture qui découvrent ce genre littéraire à travers la traduction des romans européens du XIXe siècle. Pour autant, pour Naguib Mahfouz, une société aussi forte et aussi ancienne que celle de son pays, ayant conservé des traditions millénaires tout en se modernisant, peut s'approprier et intégrer, sans crainte, quelques aspects de la culture occidentale. Car cet écrivain s'est mis surtout, dans son œuvre, à l'écoute de ce peuple égyptien, de ses aventures intimes comme de son histoire.

## Biographie
Né en 1911 dans une famille de la petite bourgeoisie cairote, dans le quartier populaire de Gamaliyya à Khân al-Khalili au Caire, il fait des études de littérature à l’université Fouad Ier du Caire. Il commence à écrire à l'âge de 17 ans et publie ses premiers essais d’écriture dans les revues littéraires des années 1930. Il publie sa première nouvelle en 1939. Sa licence en poche, il obtient un poste de fonctionnaire et décide de se consacrer à la réécriture romanesque de l’histoire de l'Égypte. Le relatif échec des premiers romans, situés dans l’Égypte pharaonique, et peut-être l’urgence du contexte (l’Égypte est durement affectée par le déclenchement de la Seconde Guerre mondiale) l’amènent à renoncer à ce projet pour plonger dans l’histoire immédiate. Désormais, ses romans ont pour cadre Le Caire contemporain, dont il décrit les bouleversements sociaux dans une veine réaliste (Passage des miracles, 1947 ; Vienne la nuit, 1949). Le succès public et la reconnaissance critique tardent cependant à venir.
En 1950, il commence la Trilogie du Caire qui se révèle son œuvre la plus importante. Dans cet ensemble de plus de mille cinq cents pages, chaque roman porte le nom des rues où Mahfouz a passé sa jeunesse : Impasse des deux palais , Le Palais du désir  (Qsar al-Shawq), Le Jardin du passé (Al-Sokkariyya). Il y décrit la vie d'un patriarche et de sa famille au Caire pendant une période qui va de la Première Guerre mondiale jusqu'au renversement du roi Farouk. Par le nombre des personnages et la richesse de l'étude sociale, Mahfouz rappelle des prédécesseurs dans le genre romanesque comme Honoré de Balzac, Charles Dickens, Léon Tolstoï, Marcel Proust ou John Galsworthy. Il termine cet ouvrage juste avant le coup d'État de Gamal Abdel Nasser et, dès 1952, il délaisse l’écriture romanesque pour le scénario, forme d’écriture moins noble mais mieux rémunérée.

La publication de la Trilogie en 1956-1957 lève ses doutes quant à sa vocation d'écrivain. À quarante-cinq ans, il est enfin reconnu. Avec cette saga familiale doublée d’une fresque historique de l’Égypte, de la révolution de 1919 aux dernières années de la monarchie, Mahfouz est en phase avec la nouvelle donne politique issue du changement de régime de 1952 et avec un mouvement littéraire et artistique qui privilégie le réalisme sous toutes ses formes.

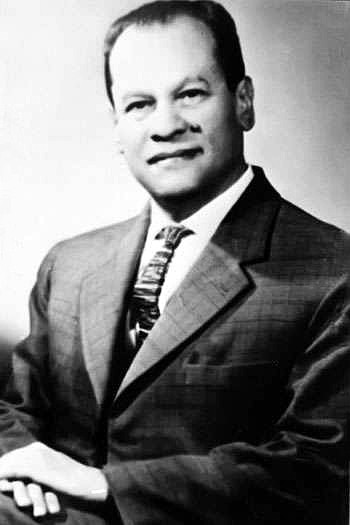
Naguib Mahfouz dans les années 1960.

Il s’en détourne pourtant avec son roman suivant, Awlâd hâratinâ (Les Enfants de notre quartier 1959, trad. française Les Fils de la Médina), tournant dans sa carrière et dans l’histoire du roman arabe. Il y renoue en effet avec la riche tradition de la fiction allégorique pour développer une critique des dérives autoritaires du régime de Nasser et, au-delà, une réflexion pessimiste sur le pouvoir. Publié en feuilleton dans le quotidien Al-Ahram en 1959, puis à nouveau en 1967, ce roman déclenche une polémique virulente. L'ouvrage (et l'homme) sont attaqués par les oulémas qui les jugent blasphématoires, puis le livre est frappé d’une interdiction officieuse de publication en Égypte (il sera publié à Beyrouth en 1967). Cette période agitée de la vie de l'écrivain est relatée dans Naguîb Mahfouz, un essai de Hafida Badre Hagil. En même temps, le scandale contribue à asseoir sa réputation et n’affecte pas sa carrière (il occupe alors, jusqu’à sa retraite en 1971, des fonctions de direction dans les appareils culturels étatiques). Il publie beaucoup : des nouvelles dans la presse, reprises en recueils, et près d’un roman par an, revenant au plus près d’un réalisme critique (Dérives sur le Nil, 1966 ; Miramar, 1967) ou dissimulant son message dans des textes à clés (Le Voleur et les Chiens, 1961 ; La Quête, 1965). Ses grands romans réalistes sont adaptés au cinéma l’un après l’autre, ce qui lui donne accès à un public plus large que celui de l’écrit.
Proche des jeunes écrivains en colère qui émergent dans les années d’effervescence qui suivent la catastrophe de 1967 — Gamal Ghitany, Sonallah Ibrahim, Ibrahim Aslân, Mohammed El Bisatie, etc. — Mahfouz reprend volontiers à son compte, dans ses romans ultérieurs, leurs innovations esthétiques. Mais c’est lorsqu’il renoue avec sa source d’inspiration favorite, le vieux Caire de son enfance (Récits de notre quartier, 1975 ; La Chanson des gueux, 1977), qu’il apparaît au sommet de son art,.
Il est un des rares intellectuels égyptiens et arabes à avoir approuvé les accords de paix entre l'Égypte et Israël en 1979, tout en se déclarant totalement solidaire des Palestiniens. Une position qui lui a valu d’être boycotté dans de nombreux pays arabes. En 2001, il soutient encore un dramaturge égyptien exclu de l'Union des écrivains parce que favorable, lui aussi, à la normalisation avec Israël.
Demeuré fidèle tant à ses convictions politiques libérales qu’à sa conception de la littérature, il fait figure dans les années 1980 de maître respecté pour ses qualités morales et son apport massif au roman arabe, mais il est souvent contesté pour ses options politiques, notamment son soutien à la paix égypto-israélienne. Le prix Nobel de littérature  qui lui est décerné le 13 octobre 1988 bouscule sa routine de retraité,,. Ce prix, le premier attribué à un écrivain arabe, lui donne accès au marché mondial (ses traductions se comptent aujourd’hui par centaines, dans plusieurs dizaines de langues). Mais, dans un contexte d’affrontement violent entre le pouvoir et la fraction radicale de l’opposition islamiste, ainsi qu'un raidissement moral et religieux qui touche peu ou prou toutes les couches de la société égyptienne, la polémique autour de Les Fils de la Médina (Awlâd hâratinâ) refait surface et Naguib Mahfouz survit miraculeusement à la sortie de son domicile à une tentative d’assassinat à l’arme blanche (octobre 1994) perpétrée par deux jeunes fanatiques islamistes membres de Gamaa al-Islamiya,, qui ont reconnu à leur procès ne pas avoir lu une seule ligne de son œuvre. Il reste paralysé de la main droite et cesse d'écrire, contraint de dicter ses textes, mais pardonne à ses agresseurs, affirmant que leur acte n'a rien à voir avec l'Islam et tout avec le fanatisme.

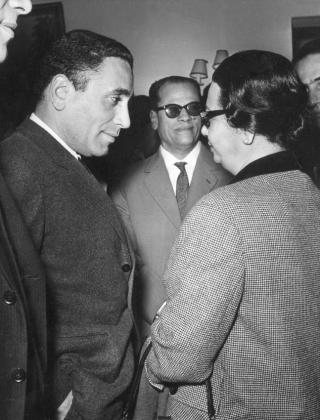
Naguib Mahfouz avec Oum Kalthoum et Mohamed Hassanein Heikal (Le Caire, 1962).

S'il est un mot qui revient fréquemment dans son œuvre, c'est bien الحُبّ (al hubb), l'Amour, que Naguib Mahfouz dépeint par touches avec une grande délicatesse. Son ton inimitable tient sans doute à la façon dont il arrive à relater les aventures intimes au sein du flux collectif des habitants du Caire.

## Décès
Hospitalisé depuis le 16 juillet 2006 à l'hôpital de la police du Caire pour une insuffisance rénale et une pneumonie, il y meurt le mercredi 30 août 2006 à 8 heures. Il avait été hospitalisé à la suite d'une chute lui ayant occasionné une blessure à la tête. Placé en soins intensifs à l’hôpital de la police d’Agouza, un quartier du Caire, l’auteur égyptien était sous respiration artificielle. Alors que son état semblait légèrement s’améliorer, Mahfouz n’a pas survécu à une énième complication rénale. Victime d’un premier arrêt cardiaque mardi à 17 h, il avait pu être réanimé. Mais la seconde attaque lui fut fatale.

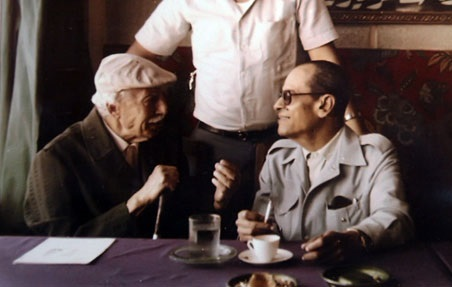
Naguib Mahfouz avec Tawfiq al-Hakim (Le Caire, 1982).

À sa mort, les hommages sont nombreux :
- Hosni Moubarak : « Il a fait reconnaître la culture et la littérature arabes à travers le monde. »
- Jacques Chirac : « C'est avec une grande émotion que j'apprends la disparition de Naguib Mahfouz… Avec lui, une grande figure de la littérature mondiale et un homme de paix, de tolérance et de dialogue nous a quittés. », « Par son œuvre, Naguib Mahfouz a dépeint avec cœur, finesse et réalisme la société égyptienne. Premier écrivain arabe à recevoir le prix Nobel de littérature en 1988, il donna une notoriété universelle aux lettres égyptiennes et au vieux Caire de son enfance. »
- George et Laura Bush : « Son œuvre fera connaître l'Égypte qu'il aimait à des générations d'Américains et de lecteurs du monde entier. », « la perte d'un artiste extraordinaire qui a révélé au monde la richesse de l'histoire et de la société égyptiennes. »
- Renaud Donnedieu de Vabres (ministre français de la culture) : « C'était un peintre très sensible, très lucide, très audacieux aussi, des réalités sociales de son pays et particulièrement de son Caire natal qui, jusqu'à la fin, restera pour lui une source d'inspiration privilégiée. »
- Tahar Ben Jelloun : « Comme Balzac et Zola, comme Tolstoï et Faulkner, Mahfouz a été le témoin de son époque, témoin à l'écoute de son peuple, celui qu'il côtoyait quotidiennement dans sa rue, dans son café. » Il a également salué en Naguib Mahfouz un écrivain « visionnaire et courageux », dont l’œuvre « fait honneur non seulement aux lettres arabes, mais à la littérature universelle. »

Les chefs d'État mettent l'accent sur les valeurs de tolérance et de paix que prônait l'écrivain et présentent leurs condoléances à sa famille et au président égyptien Hosni Moubarak, alors que les milieux littéraires et culturels évoquent surtout la grande richesse de son œuvre.
Le 31 août des funérailles militaires, retransmises en direct par la télévision, ont été décrétées pour rendre hommage à l'écrivain égyptien, maître du roman arabe moderne. À peine un millier de personnes assistent à l'intérieur ou aux abords de la mosquée al-Rachwan, à l'ultime hommage religieux qui est rendu à Mahfouz, en présence de son épouse et de ses deux filles. En fin de matinée, une première cérémonie religieuse, très discrète, s'était tenue en présence de deux cents personnes à la mosquée al-Hussein, au cœur du Caire fatimide. L'écrivain avait souhaité une cérémonie religieuse dans cette mosquée située à la lisière du grand souk de Khan al-Khalili, de l'Azhar et du quartier de Gammaléya, cadre de son œuvre littéraire. Cinq députés des Frères musulmans, le principal mouvement islamiste d'Égypte (non reconnu, mais toléré) et premier groupe d'opposition au Parlement, ont également assisté aux funérailles de l'écrivain.

## Œuvres
Au cours d'une carrière qui s'étend sur près de soixante ans, Naguib Mahfouz a publié plus de 50 romans et recueils de nouvelles.
- 'Abath al-aqdâr, roman 1939 (trad. française La Malédiction de Râ, 1998)
- Radôbîs, roman 1943 (trad. française L'Amante du pharaon, 2005)
- Kifâh Tîba (Le Combat de Thèbes), roman 1944
- Al-Qâhira al-jadîda, roman 1945 (trad. française La Belle du Caire, 2000)
- Khân al-Khalîlî, roman 1946 (trad. française Le Cortège des vivants : Khan al-Khalili, 1999)
- Zuqâq al-midaqq, roman 1947 (trad. française Passage des Miracles, 1970)
- Hams al-junûn, nouvelles 1947 (trad. française Le Murmure de la folie)
- Al-Sarâb, roman 1948 (trad. française Chimères, 1992)
- Bidâya wa-nihâya, roman 1949 (trad. française Vienne la nuit, 1996)
- La Trilogie du Caire :
  - Volume I : Bayn al-Qasrayn, roman 1956 (trad. française Impasse des deux palais, 1987)
  - Volume II : Qasr al-Chawq, roman 1957 (trad. française Le Palais du désir, 1987)
  - Volume III : Al-Sukkariyya, roman 1957 (trad. française Le Jardin du passé, 1989)
- Awlâd hâratinâ, roman 1959 (trad. française Les Fils de la médina, 1991), (trad. anglaise "Children of Gebelawi", Londres, 1981)
- Al-Liss wa-l-kilâb, roman 1961 (trad. française Le Voleur et les Chiens, 1985)
- Al-Simmân wa-l-Kharîf, roman 1962 (trad. française Les Cailles et l'Automne)
- Dunya Allâh, nouvelles 1962 (trad. française Le Monde de Dieu, 2000)
- Al-Tarîq, roman 1964 (trad. française La Quête, 1997)
- Bayt sayyi' al-sum'a, nouvelles 1965 (trad. française Une maison mal famée)
- Al-Chahhâdh, roman 1965 (trad. française Le Mendiant, 1997)
- Tharthara fawq al-Nîl, roman 1966 (trad. française Dérives sur le Nil, 1989), adapté au cinéma sous le titre Chichat sur le Nile
- Mîrâmâr, roman 1967 (trad. française Miramar, 1990)
- Khammârat al-Qitt al-Aswad, nouvelles 1969 (trad. française Le Cabaret du Chat Noir)
- Tahta al-Midhalla, nouvelles 1969 (trad. française Sous l'abri)
- Hikâya bi-lâ bidâya wa-lâ nihâya, nouvelles 1971 (trad. française Histoire sans commencement ni fin)
- Chahr al-'asal, nouvelles 1971 (trad. française La Lune de miel)
- Al-Marâyâ, roman 1972 (trad. française Miroirs, 2001)
- Al-Hubb taht al-matar (L'Amour sous la pluie), roman 1973
- Al-Jarîma (Le Crime), nouvelles 1973
- Al-Karnak (trad. française Karnak Café), roman court 1974
- Hikayât hârati-nâ, récits 1975 (trad. française Récits de notre quartier, 1988)
- Qalb al-Layl (Au cœur de la nuit), nouvelles 1975
- Hadrat al-muhtaram, roman 1975 (trad. française Son Excellence, 2008)
- Malhamat al-harafîch, roman 1977 (trad. française La Chanson des gueux, 1989)
- Al-Hubb fawq hadabat al-haram, nouvelles 1979 (trad. française L'Amour au pied des pyramides, 1997), 1979
- Al-Chaytan ya'izh (Satan prêche), nouvelles 1979
- 'Asr al-hubb (Le Temps de l'amour), 1980
- Afrah al-Qubba (Les Noces de Qobba), 1981
- Layâli Alf Layla (trad. française Les Mille et Une Nuits, 1997), roman 1982
- Ra'aytu fi-mâ yarâ al-nâ'im (J'ai vu dans mon sommeil), nouvelles 1982
- Al-Bâqi min al-zaman Sâ'a (Heure H-1), nouvelles 1982
- Amâm al-'arch (Devant le trône), roman 1983
- Rihlat Ibn Fattouma (Le Voyage d'Ibn Fattouma), roman 1983
- Al-Tanzhîm al-sirrî (L'Organisation secrète), nouvelles 1984
- Al-'A'ich fî l-haqîqa, roman 1985 (trad. française Akhénaton le Renégat, 1998)
- Yawma qutil al-za'îm, roman 1985 (trad. française Le Jour de l'assassinat du leader, 1989)
- Hadîth al-sabâh wa-l-masâ', roman 1987 (trad. française Propos du matin et du soir, 2002),
- Sabâh al-ward, nouvelles 1987 (trad. française Matin de roses, 1998)
- Quchtumar, roman 1988
- Al-Fajr al-kâdhib (L'Aube trompeuse), nouvelles 1989
- Asdâ' al-sîra al-dhâtiyya, récits 1996 (trad. française Échos d'une autobiographie, 2004)

## Décorations

### Décorations égyptiennes
- Collier de l'ordre du Nil.
- Grand-cordon de l'ordre de la République égyptienne
- Grand-croix de l'ordre national du Mérite.

### Décorations étrangères
- Première classe de l'ordre du Mérite culturel du Chili (es) ( Chili).
- Commandeur de l'ordre des Arts et des Lettres ( France).
- Grand-officier de l'ordre du Mérite de la République italienne ( Italie).
- Grand-cordon de l'ordre national du Mérite ( Tunisie).